# Hétimasie

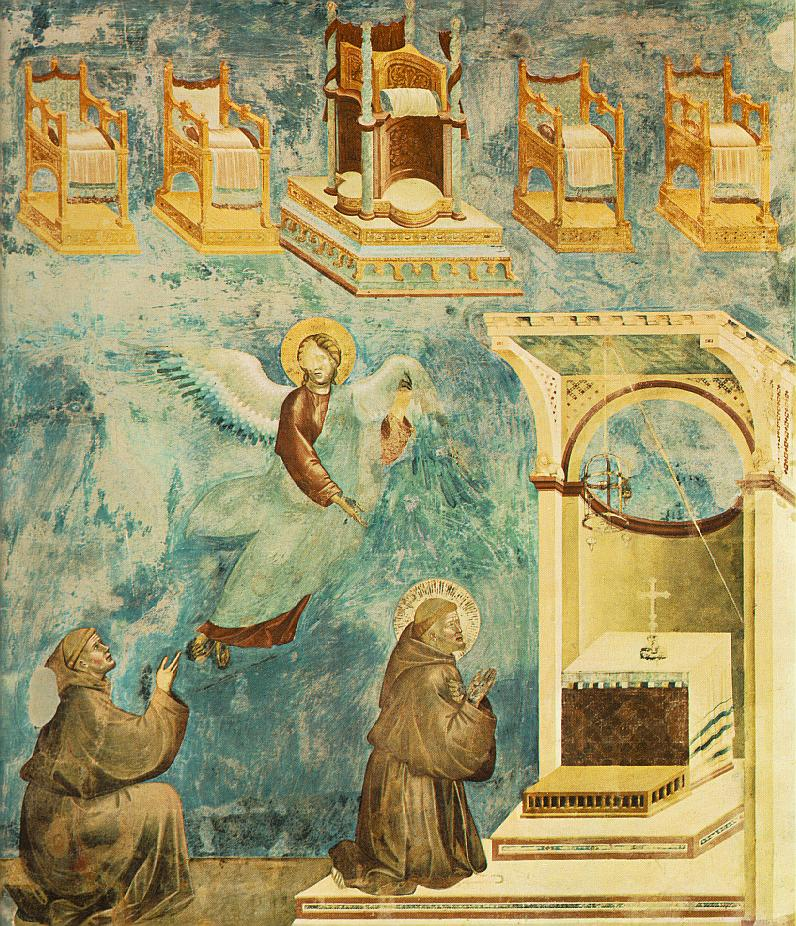
L'hétimasie représentée dans les fresques de Giotto à Assise (panneau 9).

L’hétimasie (du grec ancien : ἑτοιμασία - hetoïmasia, « préparation ») ou, sous forme vieillie, hétémasie, en latin hetoemasia, est un motif iconographique de la peinture chrétienne représentant un trône vide symbolisant l'attente du retour du Christ, sa parousie. Le verbe hetoimasai, « préparer », est employé dans les évangiles de Luc (1:17 ; 1:76 ; 9:52), et de Jean (14:2).

## Représentation dans les arts non-chrétiens
Ce thème d'un trône vide destiné à un dieu se retrouvait à Rome lors de la cérémonie du lectisterne. Il se trouvait également dans l'art gréco-bouddhique. On en trouve de nombreuses traces dans les civilisations et cultures antiques du continent asiatique, du sous-continent indien et sur l’île indonésienne de Bali.
- Durant la période du royaume médio-assyrien, du XVe au Xe siècle av. J.-C., un bas-relief sculpté sur un bloc de pierre taillé en forme de siège, montre le roi Tukulti-Ninurta Ier, agenouillé devant le trône vide de Nusku, dieu de la lumière et du feu. Conservé au musée de Pergame (Pergamonmuseum)  dans l’ île aux Musées de  Berlin, il date de 1243 av. J.-C.[3] ;
- Dans l'art bouddhique primitif durant la période aniconique du Ve au Ier siècle av. J.-C., un des symboles utilisés pour représenter le Bouddha était un trône vide, souvent placé sous un arbre de la Bodhi ou sous une ombrelle. Les représentations anthropomorphiques n’apparaîtront qu’au Ier siècle av. J.-C.[4] ;
- Dans la Grèce antique, à époque classique (Ve et IVe siècle av. J.-C.), après le règne d’Alexandre le Grand, une couronne déposée sur un trône personnifiait un roi absent[5] ;
- Une théorie veut voir dans l'Arche d'alliance israélite un trône vide surmonté de deux chérubins[6] ;
- Les Étrusques, entre les IXe et Ier siècle av. J.-C., lors de certaines fêtes religieuses, laissaient, en bout de table, un siège vide réservé au dieu célébré[7] ;
- Les Hittites, au IIe siècle av. J.-C.,  disposaient des trônes dans les sanctuaires importants, pour que les esprits des défunts puissent y prendre place[7] ;
- Les Romains de la Rome antique organisaient des banquets rituels : la fête annuelle en l’honneur de Jupiter, l’Epulum Jovis et le lectisterne, célébré du IVe au  IIe siècle av. J.-C., dans lesquels les dieux invités étaient représentés par des statues posées sur des pulvinaria (des coussins) recouvrant les litières, ainsi que le rapporte Tite-Live[8].
- Il en était de même dans Circus Maximus, où avant chaque spectacle de course de chars ou de jeux du cirque, des statues symbolisant les dieux étaient placées sur le pulvinar sacré[9] ;
- Sur un denier en argent datant de 80, sous le règne de Titus, le revers représente un siège curule, un des symboles du pouvoir, surmonté d’une couronne (sur l’avers figure l’effigie de l’empereur)[10].
- Hindouisme en Indonésie. À Bali, Brahmā le dieu créateur est désigné par l’appellation Acintya (en). Il est représenté au-dessus d’un trône vide, au sommet d’une colonne ou d’une construction verticale[11].
- Manichéisme.  Dès le IIIe siècle, le symbole du « trône vide » se retrouve dans  la plus importantes fêtes, le Bema Festival, célébré annuellement[12].

- 1
- 2
- 3
- 4
- 5
- 6

- Descriptions des illustrations:

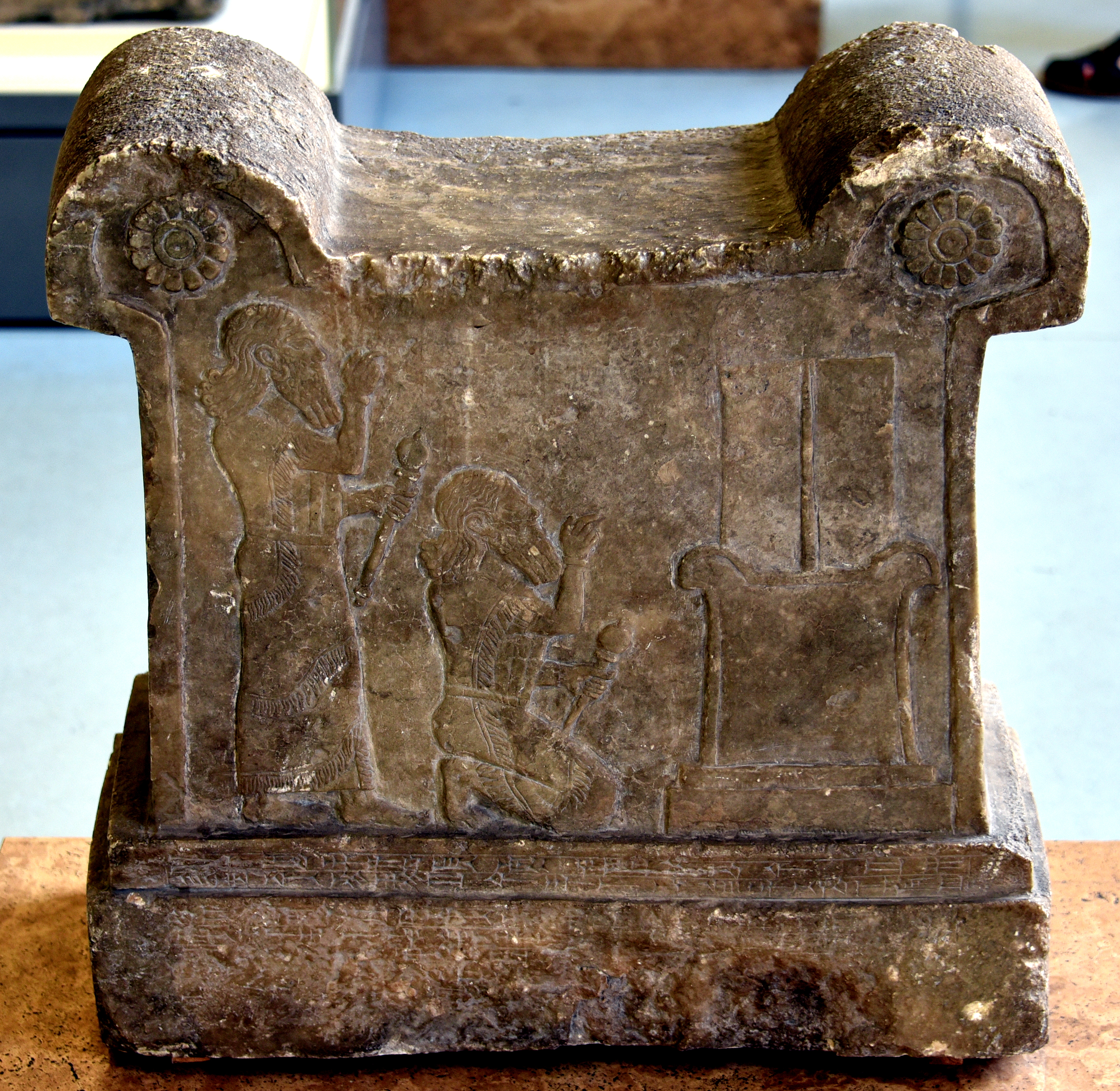
<div text align=center>1
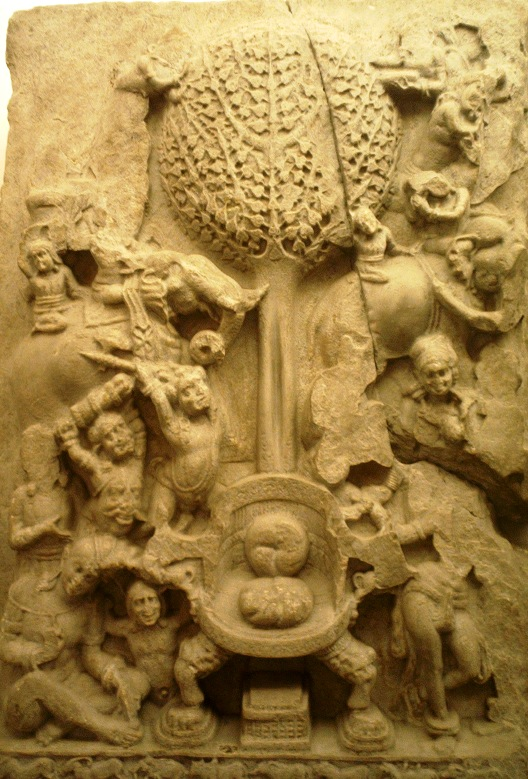
<div text align=center>2
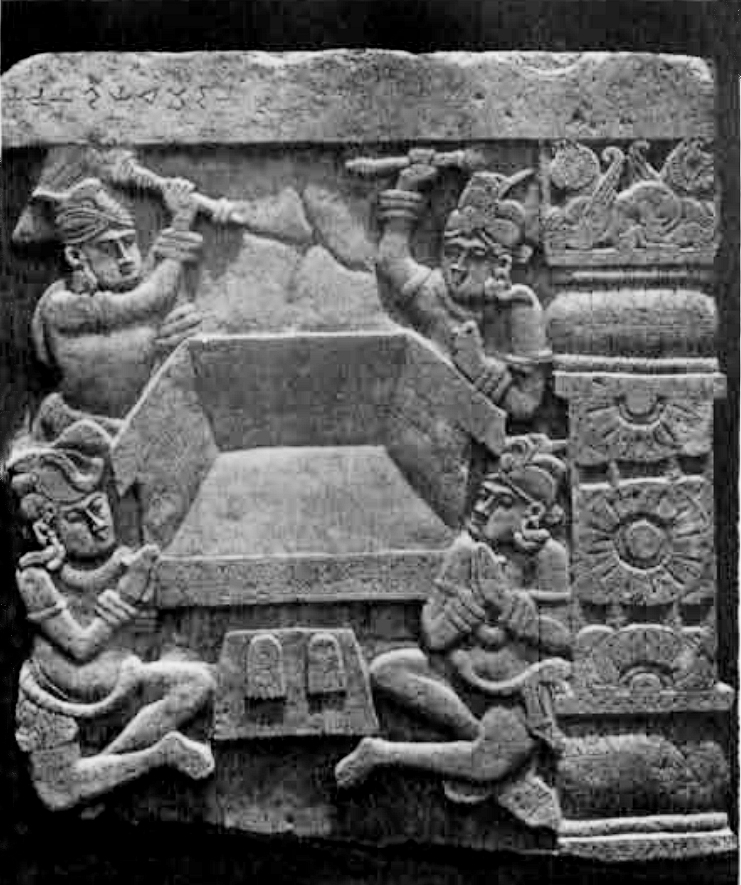
<div text align=center>3
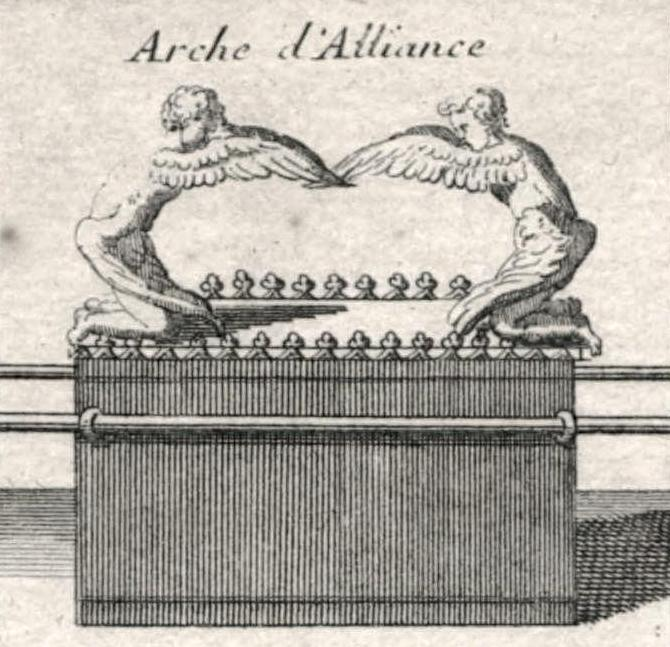
<div text align=center>4
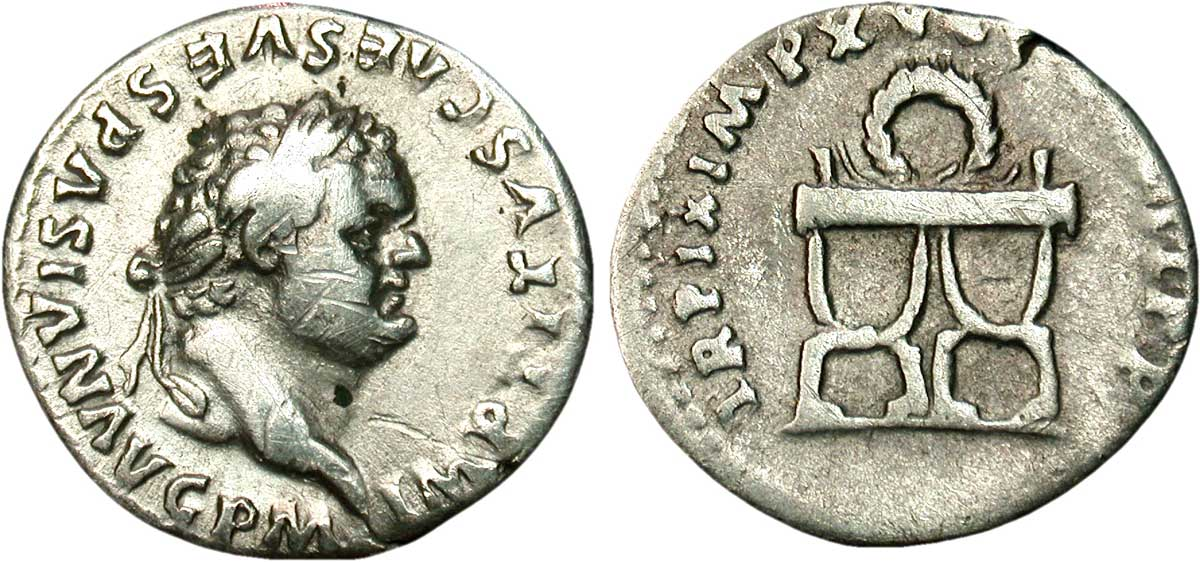
<div text align=center>5
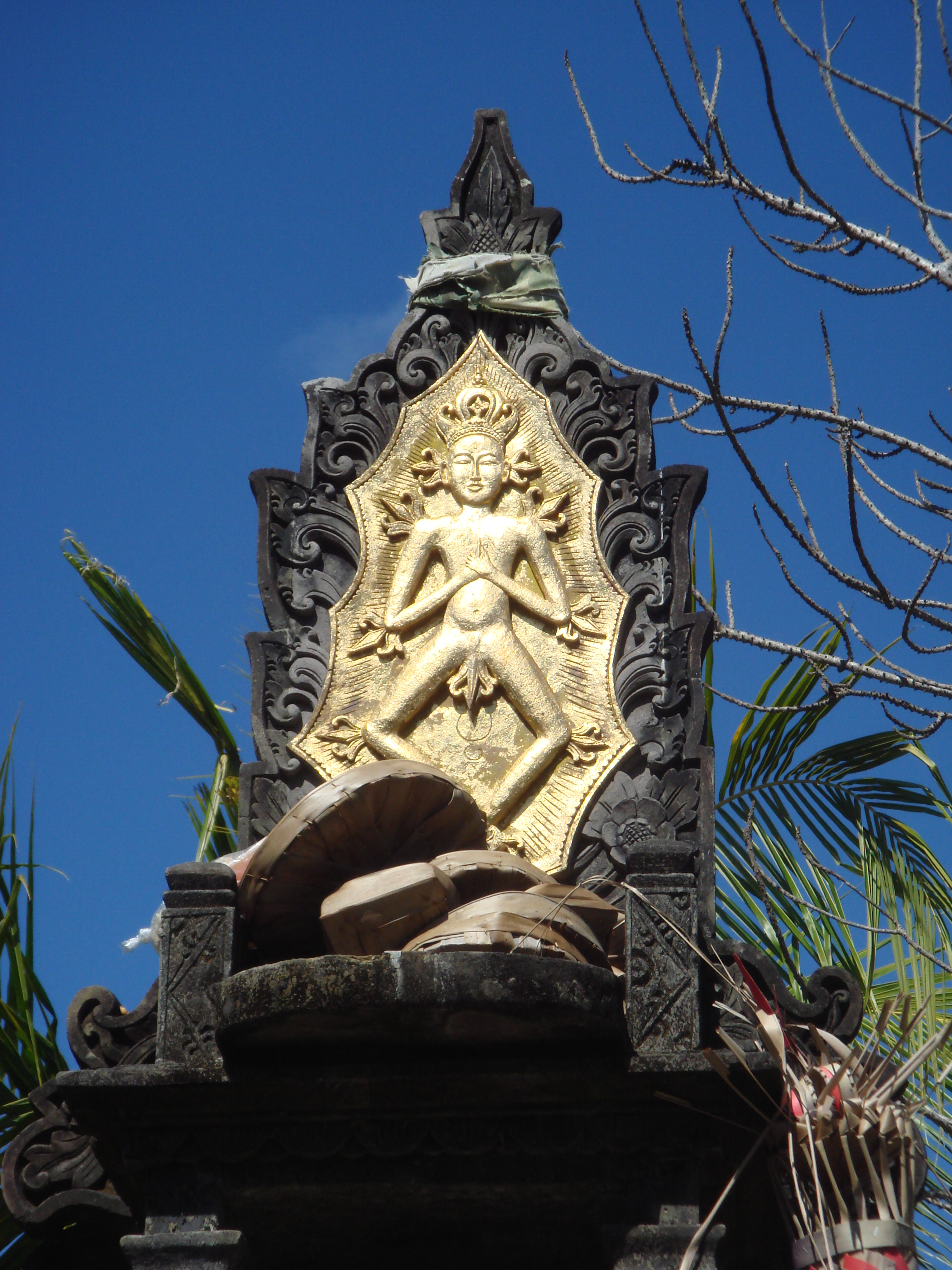
<div text align=center>6

1. Art Assyrien. Bloc de pierre sculpté provenant du temple dédié à la déesse Ishtar, à Assur, Irak actuel, où est représenté le roi médio-assyrien Tukulti-Ninurta Ier, qui a régné de -1243 à -1207. Armé d’une massue, il est figuré debout puis agenouillé, devant le trône vide du dieu de la lumière et du feu Nusku, ce qu’indique l’inscription en écriture cunéiforme. musée de Pergame, Berlin, Allemagne.
2. Art bouddhique. Sculpture IIe siècle. Représentation aniconique représentant Māra , le tentateur de Siddhārtha Gautama. Provenance : site d’Amaravati, État  Andhra Pradesh, Inde. Conservé au musée Guimet
3. Art bouddhique (entre les Ier siècle av. J.-C. et IIIe siècle).Bas-relief représentant un trône vide symbolisant Bouddha, devant lequel on distingue ses empreintes de pieds. Il est entouré de quatre personnages: deux devant priant les mains jointes; deux derrière agitant des éventails. Provenance: site archéologique de Kanaganahalli (en), État de Karnataka, Inde.
4. L’Arche d’Alliance. « Carte du voïage des Israëlites dans le désert depuis leur sortie de l'Egipte jusqu'au passage du Jourdain, dressé par l'auteur du commentaire de l'Exode ». Gravure réalisée par Jean-Baptiste Liébaux, géographe, XVIIe siècle. Conservée à la Bibliothèque nationale de France (BnF)[13].
5. Empire romain. Denier en argent de 80. Avers: effigie de l’empereur Titus; revers: siège curule surmonté d’une couronne.
6. Bali (Hindouisme en Indonésie). Le dieu créateur Acintya (en), assimilé à Brahmā (aussi désigné par l’appellation Sang Hyang Widhi Wasa) , représenté sculpté sur le dossier d’un trône vide, sur lequel sont déposées des offrandes[11].

## Théologie, liturgie et art chrétien

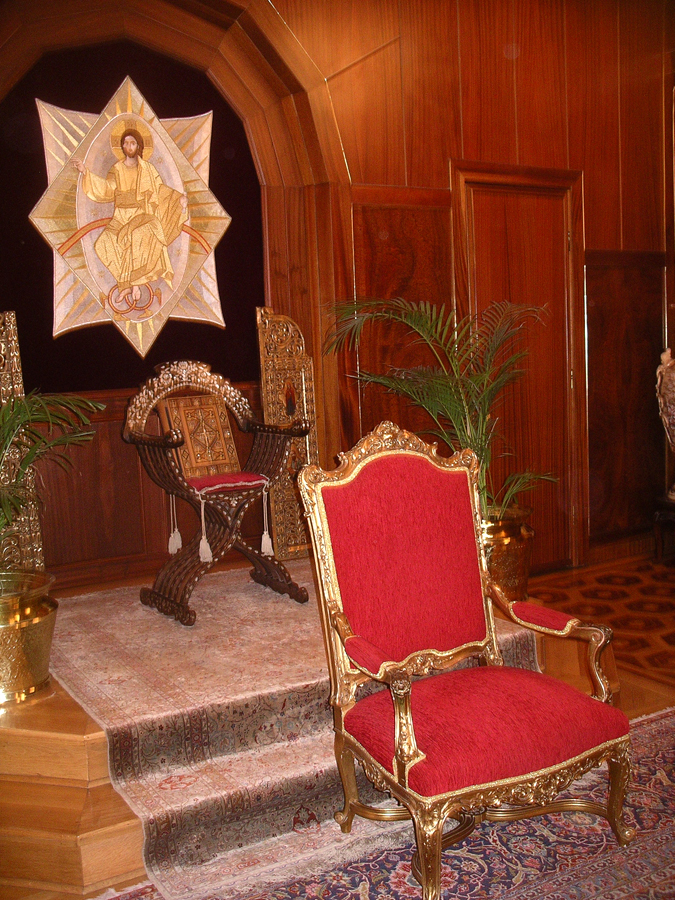
Hétimasie du trône vide du Christ, surmonté de son icône. Trois marches en dessous, le trône épiscopal (ou patriarcal) (cathédrale du patriarcat de Constantinople, à Istanbul, Turquie).

L'hétimasie est donc la représentation du Trône vide du Christ, avec le Livre de l'Évangile ouvert et la Croix, dans l'attente de son second avènement, son définitif retour, lors de la Parousie, en tant que Juge universel, lors du Jugement Dernier. Dans les arts iconographiques, l'hétimasie est un rappel incessant de la présence invisible et perpétuelle du Christ dans le monde, exactement comme celle qui est la sienne, par exemple, dans la présidence invisible des conciles canoniques et dans la vie de l'Église en général. L'hétimasie anticipe donc le Jour où il doit revenir en Juge à la fin du monde et des temps.
La valeur représentative de ce Trône actuellement vide est si forte qu'il est, en soi, un symbole de la présence de celui qui a seul le droit d'y siéger. Ce vide, de caractère transcendant, signifie paradoxalement la Présence mystérieuse.
Dans la tradition byzantine, qu'elle soit de liturgie catholique ou orthodoxe, il y a toujours dans les cathédrales, derrière l'iconostase et derrière le maître-autel, un trône sacré toujours vide, celui du Christ, avec, au-dessus, l'icône de Jésus-Christ.

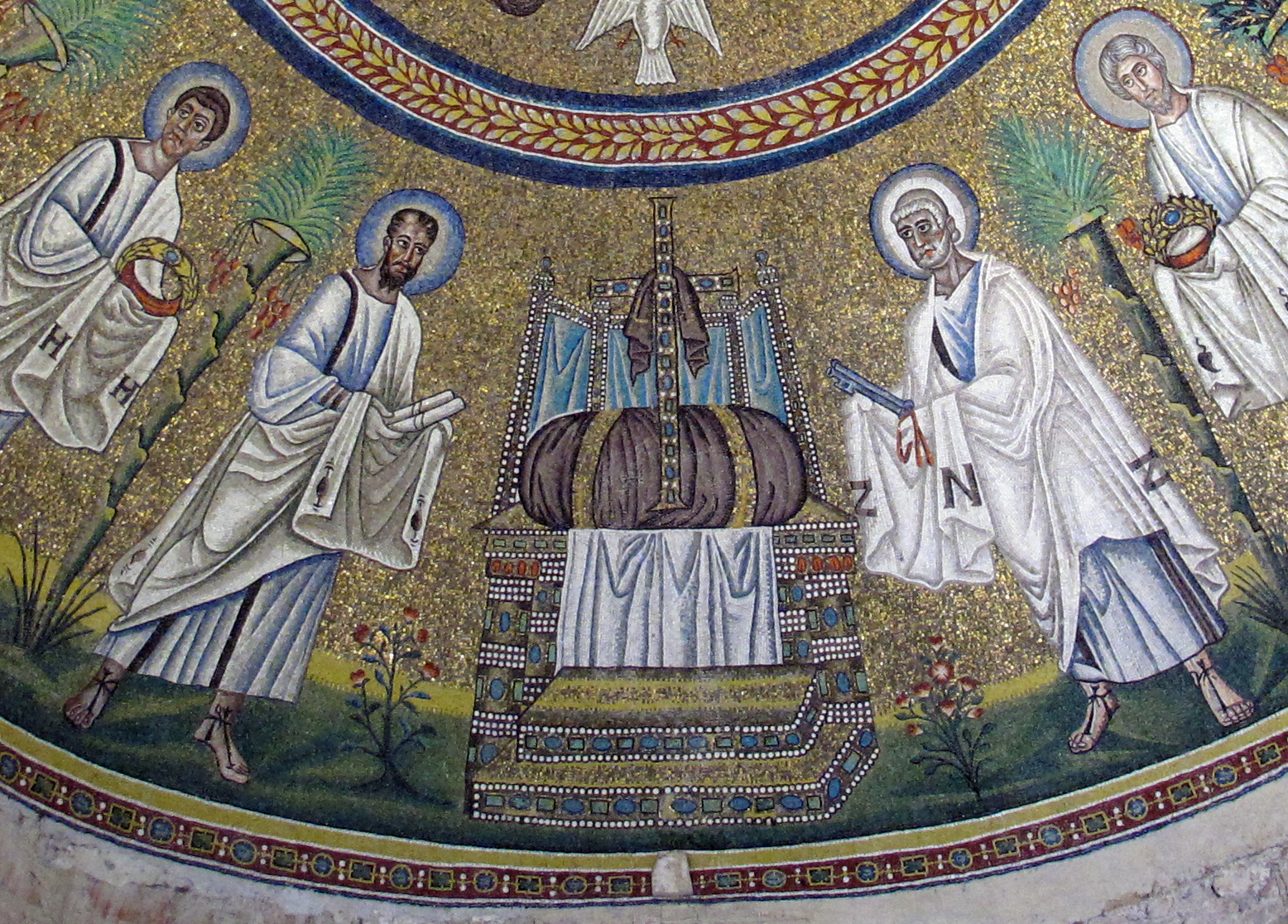
Hétimasie du trône du Christ Juge (mosaïque de Ravenne).

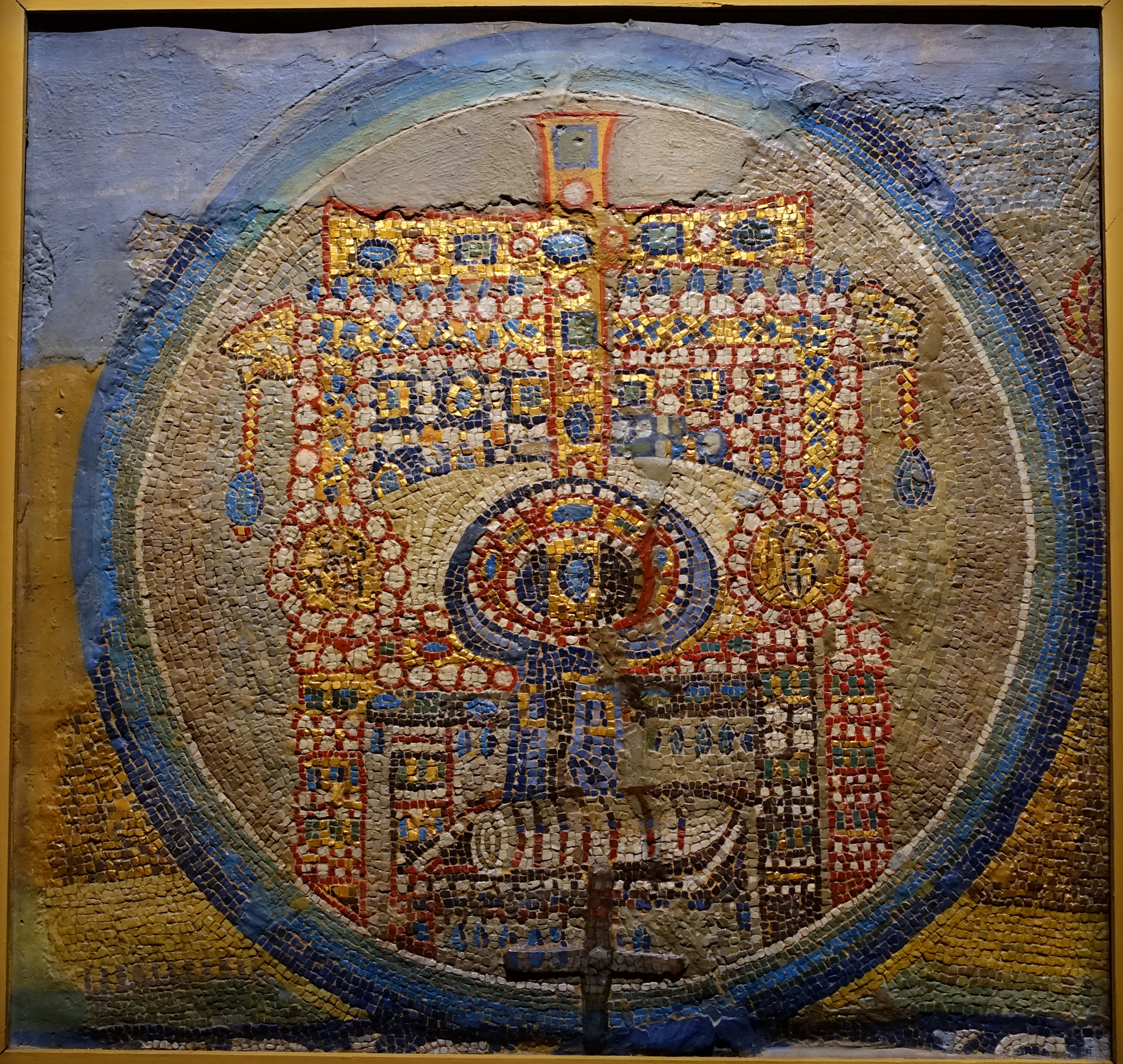
Hétimasie du trône du Christ pour le Jugement dernier, vide en attente de sa parousie (mosaïque de la basilique Sainte-Marie-Majeure, Rome, Ve siècle).

L'évêque (ou le patriarche) qui siège dans cette cathédrale a son trône toujours placé en dessous du trône vide du Christ, le Chef invisible de l'Église.
- Bas-relief byzantin de Constantinople (fin du Xe - début du  XIe siècle) au musée du Louvre

### En Italie
- Mosaïques du baptistère des Orthodoxes de Ravenne (env. 458).
- Mosaïque  du baptistère des Ariens de Ravenne.
- Mosaïque  de la cathédrale de Cefalù, faisant partie des mosaïques byzantines de la Sicile.
- Mosaïque de la cathédrale de Monreale, faisant également partie des mosaïques byzantines de la Sicile.
- Panneau 9 des  fresques de la vie de saint François à Assises de Giotto, à la basilique Saint-François d'Assise.
- Fresque du  Maestro di Castelseprio figurant sur  la contre-façade de l'abside de l'église Santa Maria foris portas de Castelseprio.
- Mosaïque de la contre-façade de la cathédrale Santa Maria Assunta de Torcello.
- Mosaïque au-dessus de l'arc triomphal de la basilique Sainte-Marie-Majeure à Rome.

## Sources
- (it) Cet article est partiellement ou en totalité issu de l’article de Wikipédia en italien intitulé « Etimasia » (voir la liste des auteurs).
- (en) Cet article est partiellement ou en totalité issu de l’article de Wikipédia en anglais intitulé « Hetoimasia » (voir la liste des auteurs).